# Ed Banger Records
Ed Banger Records (іноді приписується як Ed Rec) — французький лейбл електронної музики заснований Педро Вінтер у 2003 році. Фокусується на Хауз музиці, особливо Французький хауз, а також Електро, Хіп-хоп, Синті-поп, Ню диско та альтерантивна танцювальна музика. Лейбл є домівкою для таких французів як Justice, Sebastian, Cassius, Mr.Oizo, Mr.Flash, So Me, Fearz, Breakbot, DSL, Boston Bun, та сам Вінтер під псевдонімом Busy P.

## Виконавці
- 10LEC6
- Borussia
- Boston Bun
- Breakbot
- Busy P
- DJ Pone
- DSL
- Feadz
- Fulgeance
- Justice
- Krazy Baldhead
- Mickey Moonlight
- Mr. Oizo
- Mr. Flash
- Myd
- Para One
- Riton
- Sabrina & Samantha
- SebastiAn
- So Me

### Колишні учасники
- Cassius
- DJ Mehdi
- Uffie
- Vicarious Bliss
- Vladimir Cauchemar